# Filharmonia im. Mieczysława Karłowicza w Szczecinie
Filharmonia im. Mieczysława Karłowicza w Szczecinie – instytucja kultury w województwie zachodniopomorskim, współprowadzona przez Ministra Kultury i Dziedzictwa Narodowego od 2017 roku, mieszcząca się od 2014 w nowoczesnym budynku, wyróżnianym w wielu konkursach, zbudowanym w latach 2011–2014 przy ulicy Małopolskiej 48 w Szczecinie, w miejscu zniszczonego w końcu II wojny światowej secesyjnego budynku Konzerthaus. Zespół muzyków Filharmonii Szczecińskiej ma ponad 70-letnią historię.
25 października 1948 w wynajętej sali obrad Miejskiej Rady Narodowej odbył się inauguracyjny koncert orkiestry symfonicznej szczecińskich filharmoników. Pierwszym utworem była uwertura koncertowa „Morskie Oko” Zygmunta Noskowskiego (dyrygent: Felicjan Lasota).
5 września 2014, z okazji inauguracji działalności instytucji w nowej siedzibie, Orkiestra Symfoniczna Filharmonii im. Mieczysława Karłowicza pod batutą Ewy Strusińskiej i Jacka Kaspszyka wykonała symfonię In principio Marka Jasińskiego, specjalnie skomponowaną przez Krzysztofa Pendereckiego Fanfarę dla Filharmonii w Szczecinie oraz IX Symfonię Ludwiga van Beethovena.
Od 2012 do 2023 roku dyrektorem Filharmonii była Dorota Serwa. Przez większość jej kadencji dyrektorem artystycznym był zaś norweski dyrygent Rune Bergmann (lata 2016-2024). Od 1 września 2024 roku stanowisko dyrektora naczelnego oraz artystycznego pełni Przemysław Neumann.

## Filharmonia w latach 1945–2018

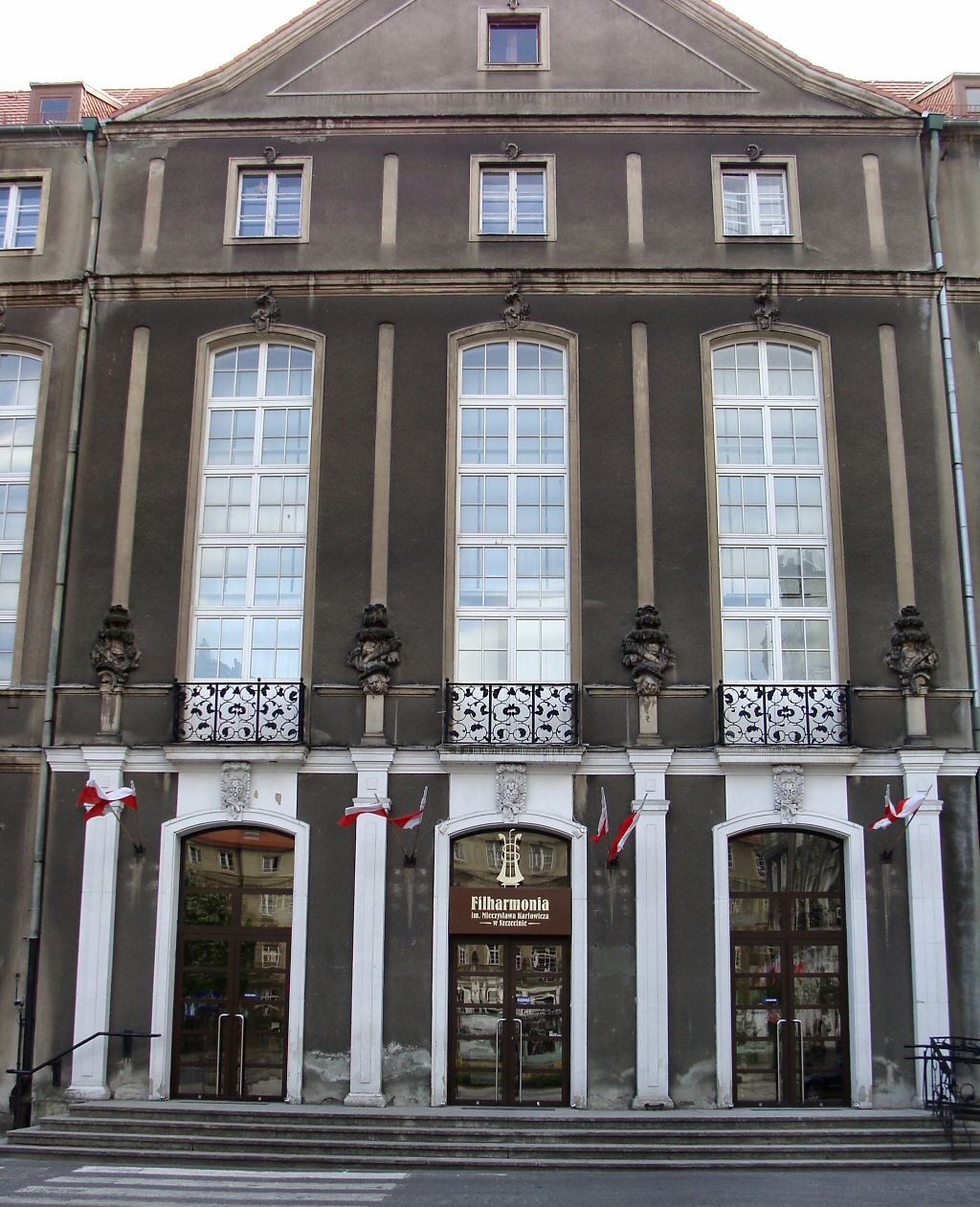
Budynek UM Szczecin – wejście do siedziby Filharmonii sprzed 2014 roku

W 1945, bezpośrednio po zakończeniu II wojny światowej, problem przynależności Szczecina do Polski nie był rozstrzygnięty. Już wówczas wśród nielicznych mieszkańców miasta byli melomani, którzy spotykali się w różnych miejscach – w fabrykach, zajezdni tramwajowej, w kinie – aby wspólnie grać. Już 23 listopada 1945 zorganizowali w kinie „Bałtyk” na Pogodnie (660 miejsc), miejsce spotkań, które działało od października 1945. Wykonali utwory Rachmaninowa, Rubinsteina i Czajkowskiego. Wkrótce do zespołu została dołączona 12-osobowa orkiestra radiowa. W 1947 roku działalność rozpoczęły też „Orkiestra Symfoniczna Związku Muzyków Rzeczypospolitej Polskiej” oraz Robotnicze Towarzystwo Muzyczne (RTM).
Za oficjalny początek państwowej orkiestry w Szczecinie bywa uważane utworzenie Orkiestry Symfonicznej RTM, uzyskującej pomoc władz miasta i resortu kultury. W 1948 RTM, wspólnie ze Związkiem Śpiewaczym Pomorza Zachodniego, założyło Komitet Budowy Filharmonii Szczecińskiej.
Pierwszym dyrektorem i dyrygentem Orkiestry Symfonicznej RTM został Felicjan Lasota. Inauguracyjny koncert odbył się 25 października 1948 w wynajętej sali obrad Urzędu Miasta w Szczecinie.
Na początku lat 50. lewe skrzydło tego gmachu stało się siedzibą instytucji, która 15 grudnia 1953 – m.in. dzięki staraniom Janusza Cegiełły (ówczesnego dyrektora) – została „Państwową Filharmonią w Szczecinie” (RTM rozwiązano). W dziesięciolecie swego istnienia (1958) otrzymała imię Mieczysława Karłowicza.
W następnych latach rosła liczba muzyków. Zatrudniano przyjezdnych z innych miast w Polsce oraz absolwentów szkół muzycznych. W 1954 przyjechał do Szczecina m.in. Walerian Pawłowski (dyrygent, konsultant programowy, zasłużony popularyzator muzyki). Dokupowano instrumenty, wzbogacano repertuar. Stworzono cykle muzyczne. Orkiestra brała udział w letnich koncertach promenadowych w Świnoujściu i Międzyzdrojach, występowała na estradach krajowych i zagranicznych, m.in. w NRD oraz Czechosłowacji. Do 1963 muzycy brali również udział w przedstawieniach szczecińskiej Operetki. Zyskali uznanie w Belgii, Danii, Hiszpanii, Niemczech, Szwecji, Bułgarii, we Włoszech, na Festiwalu Flandryjskim (Flandria) oraz w Holandii i we Francji.
Stanowisko dyrektora zajmowali:
- 1953–1955 – Janusz Cegiełła
- 1955–1971 – Józef Wiłkomirski
- 1971–1990 – Stefan Marczyk
- 1990–1994 – Jarosław Lipke
- 1994–2006 – Jadwiga Igiel-Sak
- 2006–2012 – Andrzej Oryl
- od 2012 – Dorota Serwa

Funkcję dyrektora artystycznego pełnili:
- 1955–1971 – Józef Wiłkomirski
- 1971-1990 – Stefan Marczyk
- 1994–1996 – Józef Radwan
- 1996–2003 – Jerzy Salwarowski
- 2003–2009 – Zygmunt Rychert
- 2009–2012 – Mykoła Diadiura
- 2013–2014 – Michał Dworzyński
- 2014-2016 – Ewa Strusińska
- od 2016 – Rune Bergmann

## Budowa nowego gmachu
W 2004 roku zawiązał się Społeczny Komitet na rzecz Budowy Nowej Filharmonii w Szczecinie, który podjął skuteczne starania o wybudowanie jej w miejscu dawnego Konzerthausu, rozebranego w 1962 po zniszczeniach z czasu II wojny światowej.
W 2007 został ogłoszony konkurs na projekt nowego budynku instytucji. Spośród 44 propozycji została wybrana praca autorstwa Estudio Barozzi Veiga (Fabricio Barozzi, Alberto Veiga). W kwietniu 2011 roku rozpoczęła się budowa nowego gmachu Filharmonii. Generalnym wykonawcą budynku Filharmonii, mającego przypominać wierzchołek góry lodowej, została firma Warbud, za system oświetlenia elewacji odpowiadała firma Osram, natomiast za projekt akustyki sal koncertowych odpowiadał Higini Arau z firmy Arau Acustica. Prace zakończono wiosną 2014.
W konstrukcji gmachu zastosowano m.in. wentylowane fasady umożliwiające utrzymanie wysokiej efektywności energetycznej i bezpieczeństwa pożarowego budynku. Izolację termiczną elewacji wykonano z około 9000 m² płyt z wełny skalnej, natomiast izolację instalacji centralnego ogrzewania i ciepłej wody wykonano z niepalnej otuliny. W systemach wentylacyjnych zastosowano maty izolacyjne.
Koszt inwestycji wyniósł ponad 100 mln zł, z czego 45 mln stanowił wkład Regionalnego Programu Operacyjnego Województwa Zachodniopomorskiego.
Nowoczesny budynek jest laureatem wielu nagród architektonicznych. Od września 2014 roku jest siedzibą Filharmonii im. Mieczysława Karłowicza.
Budynek Filharmonii ma cztery kondygnacje naziemne oraz podziemny dwupoziomowy parking. Powierzchnia użytkowa wynosi 12 734 m², a kubatura – 98 200 m³. W filharmonii znajdują się dwie sale koncertowe: symfoniczna oraz kameralna, kawiarnia oraz galeria Poziom 4. na czwartym piętrze.

### Wizualizacje projektu

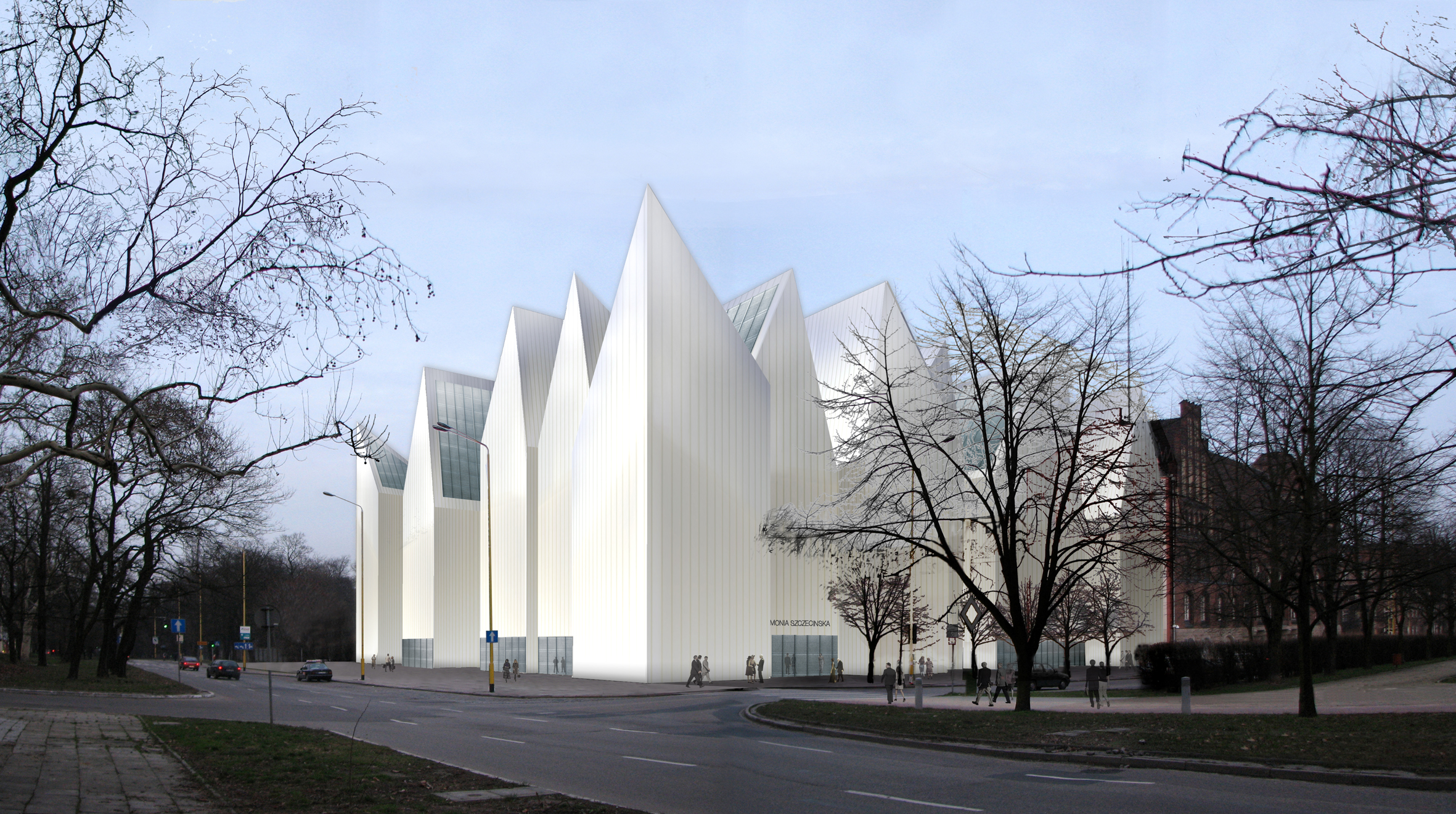
Budynek za dnia
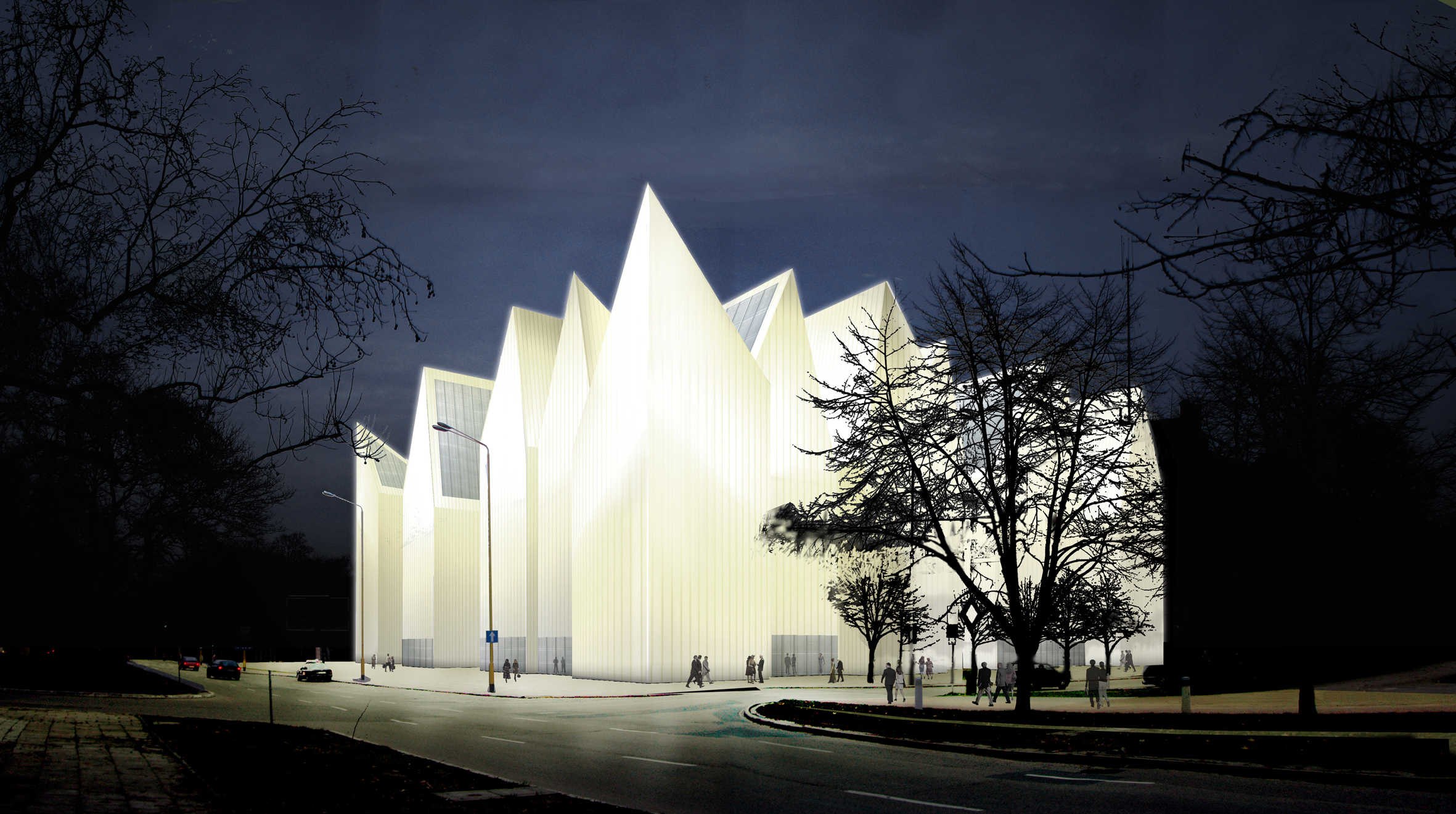
Budynek i jego iluminacja w nocy
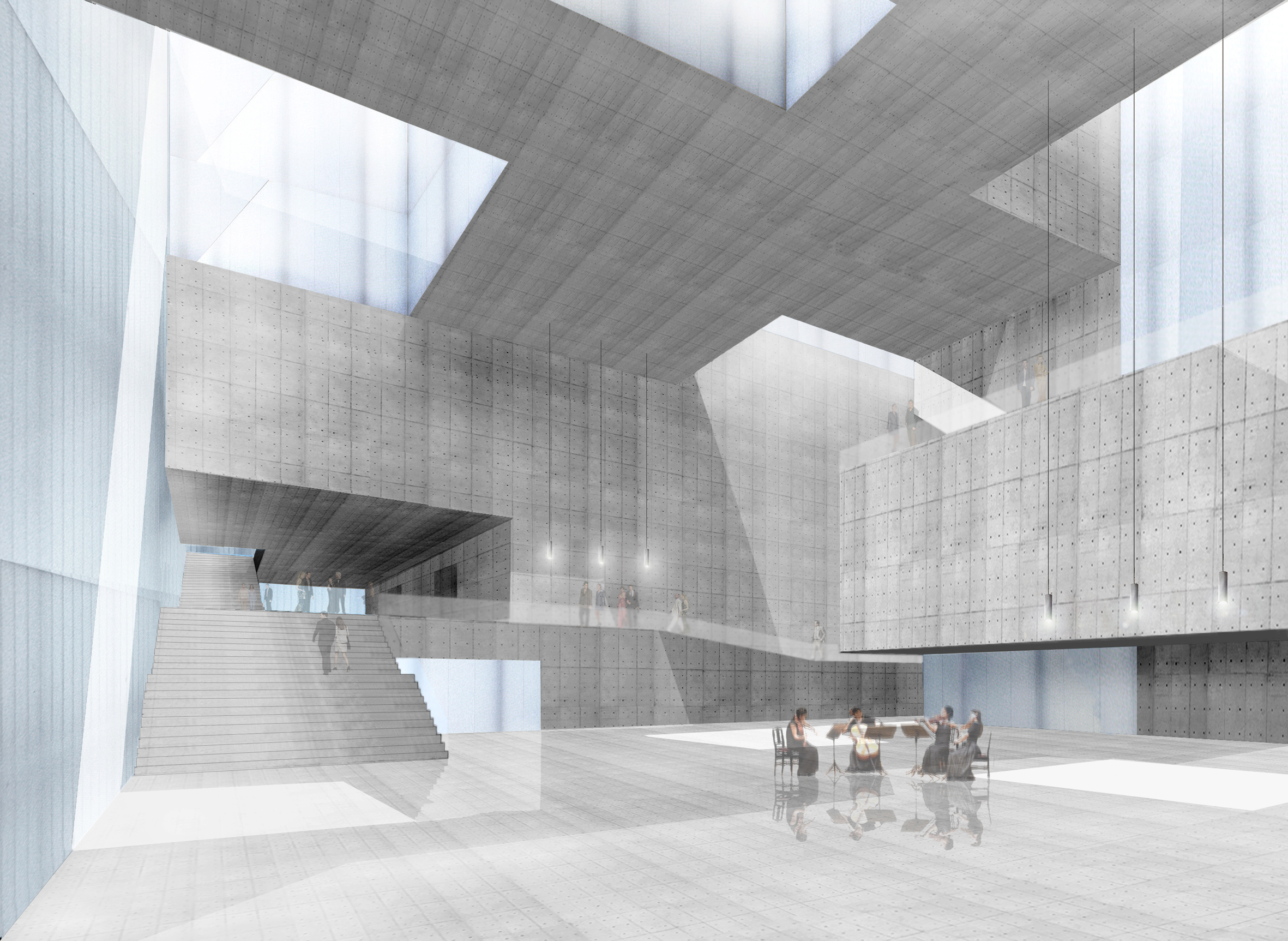
Wczesne koncepcje wnętrza

## Nowa siedziba Filharmonii

### Sala Symfoniczna (1 piętro, balkon)

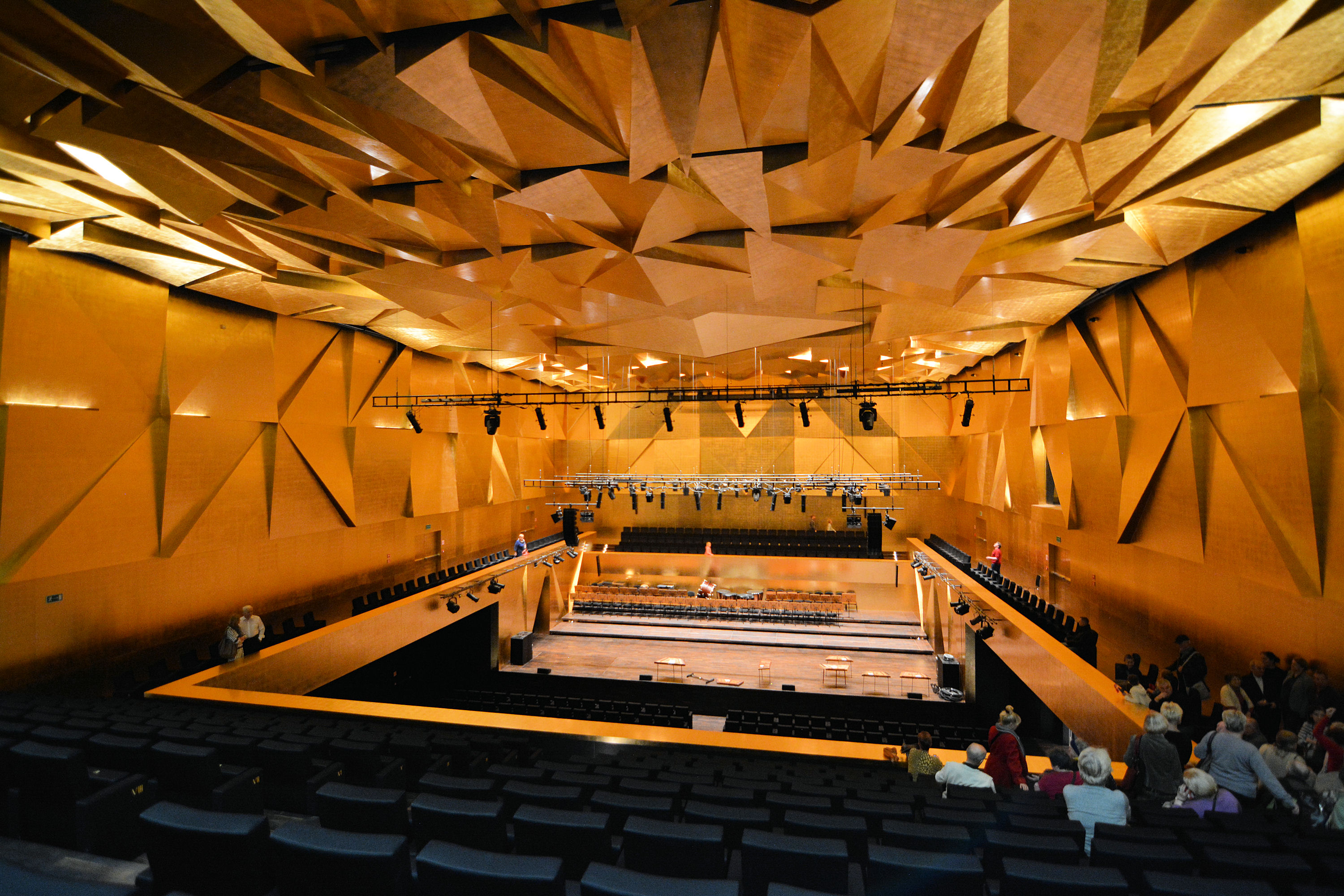
Sala główna (widok z balkonu)

Sala symfoniczna ma 953 miejsca siedzące. Wykonane na zamówienie fotele zaprojektowano tak, aby pochłaniały jak największą ilość dźwięku (ich projektowanie i testowanie zajęło około roku). Specjalnie zaprojektowane krzywizny na ścianach i suficie pozwalają na uzyskanie w sali jednorodnego dźwięku na bardzo wysokim poziomie.
Odwołując się do opinii ekspertów, akustyka w sali symfonicznej Filharmonii im. Karłowicza jest zbliżona do tej w Sali Złotej Musikverein w Wiedniu. Autorem projektu akustycznego jest Higini Arau. Sala jest nazywana „Salą Słońce”, gdyż jej ściany są pokryte cienkimi płatkami „szlagmetalu”, a numery na fotelach zostały wyszyte złotą nicią. Scenę wykonano z wysokiej jakości drewna dębowego. Scena główna jest w stanie pomieścić 120-osobową orkiestrę oraz 110-osobowy chór.
Sala symfoniczna została wyposażona w system nagłaśniający oraz oświetleniowy, a także kabiny realizatora dźwięku oraz oświetleniowca. Dodatkowo zostały zamontowane w niej wysuwane ekrany, skracające czas pogłosu w sali, wykorzystywany zależnie od rodzaju odbywających się w niej wydarzeń. W sali znajdują się także zapadnia dla fortepianów oraz wygłuszony backstage dla artystów.
Istnieje możliwość demontażu pierwszych trzech rzędów oraz 81 miejsc na chórze, na potrzeby wydarzeń niestandardowych, np. zawierających elementy choreograficzne lub angażujących duże chóry. Sala jest przystosowana do przyjmowania osób niepełnosprawnych.

### Sala Kameralna
Sala zaprojektowana na 192 widzów, stworzona została na potrzeby koncertów kameralnych oraz wydarzeń edukacyjnych. Ze względu na żywotność dźwięku została ona oceniona przez ekspertów jako „akustyczna perełka". Pogłos w sali trwa 1,5 s i jest idealnie zgodny z zamierzeniami. Nazywana jest „Salą Księżycową” – od czarnego koloru ścian, srebrnych numerów na fotelach i możliwości osiągnięcia maksymalnego zaciemnienia. Posiada także dźwiękoszczelne, odseparowane akustycznie kulisy, zapadnię na fortepian, a także kabiny realizatorów dźwięku i światła.

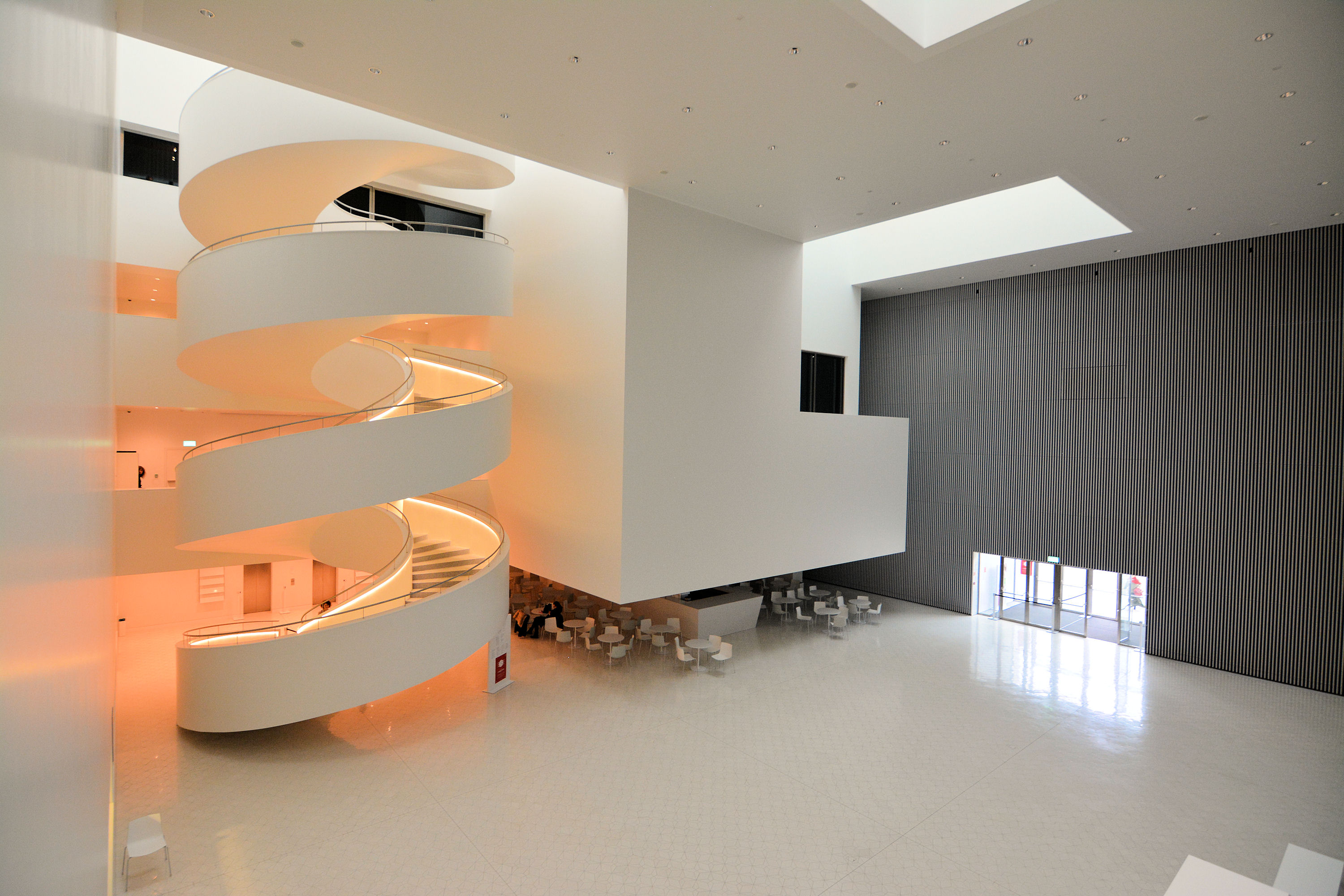
Hol główny

### Główny hol (parter)
W głównym holu mieszczą się: kawiarnia, szatnia, Salonik Wiolinowy, Centrum Informacji i Promocji, kasy i punkt informacyjny. Specjalnie wykonane „panele akustyczne”, umieszczone między elewacjami zewnętrzną i wewnętrzną, powodują minimalizację pogłosu w holu. Wszystko to ma na celu możliwość organizacji wydarzeń muzycznych również w przestrzeni holu. Kafle podłogowe zostały zaprojektowane i wykonane na Majorce. Ważnym elementem holu są spiralne schody, które odwołują się do nowego logo Filharmonii.

### Foyer (pierwsze piętro)
We foyer zamierza się uruchomić sklepik z płytami i gadżetami Filharmonii. Jest to również przestrzeń, w której istnieje możliwość spotkań z artystami.

### Poziom 4. (czwarte piętro)
W galerii prezentowane są dzieła sztuki uznanych artystów. Przestrzeń ta jest również przystosowana do organizacji bankietów, konferencji i szkoleń. Umieszczonych jest w niej 8 modułów z oddzielnym oświetleniem. Na czwartym piętrze filharmonii znajduje się także poziom administracyjny, wyposażony w system monitoringu, w którym można śledzić odbywające się na terenie Filharmonii wydarzenia artystyczne.

### Informacje dodatkowe
W budynku Filharmonii mieszczą się także:
– pomieszczenie VIP, z którego widoczna jest sala symfoniczna; istnieje możliwość jego wynajęcia,
– fonoteka, wyposażona w nagrania audio-video – miejsce wykładów i spotkań z artystami,
– 2 sale prób, akustycznie zbliżone do sal koncertowych,
– garderoby oraz bar dla artystów,
– system monitoringu dla inspicjentów podczas koncertów.
Budynek jest iluminowany (22.00-24.00 w porze wiosenno-letniej, godz. 20.00-24.00 w porze jesienno-zimowej) zależnie od odbywających się koncertów i innych okazji:
– blada biel – gdy nie odbywają się wydarzenia artystyczne,
– intensywna biel – podczas wydarzeń artystycznych,
– kolory biały i czerwony – podczas świąt patriotycznych,
– kolory związane ze strategią miasta – Szczecin Floating Garden.
Na podświetlenie budynku w barwach innych niż wyżej wymienione wymagana jest zgoda projektantów.

### Otrzymane nagrody
- nagroda Młodych Talentów Architektury – grudzień 2013, przyznana przez Krajową Radę Włoskich Architektów, Planistów i Architektów Krajobrazu[23]
- szczeciński Westival Architektury 2014 „Obiekt 25-lecia – Symbol Przemian”: zwycięstwo w trzech kategoriach: Nagroda Główna, Nagroda dla Najlepszego Budynku Użyteczności Publicznej, Nagroda Prezydenta Miasta Szczecina[24]
- Eurobuild Awards 2014: zwycięstwo w konkursie w kategorii „Architectural Design of The Year”[25]
- Nagroda im. Miesa van der Rohe 2015 – październik 2014 – nominacja do nagrody (spośród 420 obiektów), 10 lutego 2015 – budynek Filharmonii na „krótkiej liście” (spośród 40 projektów), 25 lutego 2015 – miejsce w finałowej piątce, 8 maja 2015 – rozstrzygnięcie konkursu[26]
- ArchDaily 2015: nominacja do nagrody w kategorii „Building of the Year”[27]
- „Życie w Architekturze” 2015, organizowanego przez miesięcznik „Architektura-Murator” – w gronie 47 finalistów konkursu” w kategoriach „Najlepszy budynek użyteczności publicznej”, „Najlepsze wnętrze publiczne”[28]
- „Designs of the Year” 2015 organizowanym przez Design Museum w Londynie – wśród 14 najlepszych projektów w konkursie w kategorii „Architektura”, sierpień 2015 – rozstrzygnięcie konkursu[29]
- „Mies van der Rohe Award” 2015 Nagroda Unii Europejskiej w dziedzinie współczesnej architektury. Nagrodę przyznano 8 maja 2015 w Barcelonie.

## Inauguracja działalności w nowym gmachu
Inauguracja nowej siedziby Filharmonii odbyła się 5 września 2014 r. Z tej okazji odbył się ośmiodniowy cykl koncertów inauguracyjnych, zatytułowany ƒorte. ƒortissimo. ƒilharmonia.
Z okazji inauguracji działalności w nowej siedzibie zabrzmiała specjalnie z tej okazji skomponowana przez Krzysztofa Pendereckiego Fanfara dla Filharmonii w Szczecinie wykonana przez Orkiestrę Symfoniczną Filharmonii im. M. Karłowicza w Szczecinie. Podczas koncertu inauguracyjnego zabrzmiały: I i IV część Symfonii „In principio” szczecińskiego kompozytora Marka Jasińskiego (wraz z Chórem Akademickim im. prof. Jana Szyrockiego ZUT w Szczecinie oraz Chórem Collegium Maiorum ZUT w Szczecinie i Chórem Akademii Morskiej w Szczecinie, pod batutą Ewy Strusińskiej – pierwszej dyrygent i kierownika muzycznego Filharmonii w Szczecinie), a także dwa dzieła pod batutą Jacka Kaspszyka: poemat symfoniczny „Powracające fale”, patrona Filharmonii Mieczysława Karłowicza, oraz IX Symfonia Ludwiga van Beethovena wraz z chórem State Choir Latvija. Partie solowe wykonali Aga Mikolaj (sopran), Katarina Bradić (alt), Thomas Mohr (tenor) oraz Stephan Klemm (bas).
Na koncercie inauguracyjnym w nowej siedzibie Filharmonii im. Mieczysława Karłowicza w Szczecinie gościli: Prezydent Rzeczypospolitej Polskiej Bronisław Komorowski, Minister Kultury i Dziedzictwa Narodowego Małgorzata Omilanowska, Marszałek Województwa Zachodniopomorskiego Olgierd Geblewicz, Prezydent Miasta Szczecin Piotr Krzystek, przedstawiciele rządu Rzeczypospolitej Polskiej, senatorzy, posłowie, radni Rady Miasta, przedstawiciele władz regionu i województwa, wojska, policji, służb mundurowych, prokuratury, sądów i sejmiku województwa.

## Orkiestra Symfoniczna Filharmonii im. Mieczysława Karłowicza w Szczecinie
W ostatnich latach dokonały się przebudowa i odmłodzenie składu orkiestry, a do repertuaru, grupowanego w zróżnicowane cykle tematyczne, wprowadzono wiele nowych dzieł.

### Zespoły kameralne
W Filharmonii im. M. Karłowicza w Szczecinie działają zespoły kameralne:
- FeelHarmony Quintet:

Kwintet dęty istnieje od 2012 roku, tworzą go flet, klarnet, obój, waltornia i fagot. Formacja wykonuje muzykę klasyczną, muzykę XX wieku, współczesne aranżacje muzyki popularnej, a także kompozycje pisane specjalnie z myślą o FeelHarmony Quintet. Jesienią 2014 powstała debiutancka płyta zespołu.
- High Five Brass:

Najdłużej działający zespół kameralny Filharmonii w Szczecinie. W repertuarze kwintetu znajdują się zarówno taneczne formy renesansowe, kompozycje z okresów baroku i romantyzmu, jak również muzyka XX wieku: francuski impresjonizm, jazz, a także – muzyka filmowa. Muzycy nie boją się nawiązywać do gatunków rozrywkowych. Kwintet bierze udział w wielu festiwalach, audycjach radiowych i projektach edukacyjnych.
- VIGOROSO. Kwartet smyczkowy:

Kwartet smyczkowy istnieje od 2010 roku. Szczecińskie kameralistki występują na polskich i międzynarodowych festiwalach muzyki kameralnej. Kwartet uczestniczył również w wydarzeniach wychodzących poza obszar tradycyjnej muzyki kameralnej, np. wraz z towarzyszeniem muzyki elektronicznej.
- Zespół Kameralny Solistów Orkiestry Symfonicznej Filharmonii w Szczecinie:

Projekt artystyczny najmłodszego pokolenia Orkiestry Symfonicznej Filharmonii w Szczecinie. Zespół składa się z 7 muzyków grających na instrumentach dętych i smyczkowych (fagot, klarnet, skrzypce, altówka, wiolonczela, kontrabas). Filharmonicy w różnych konfiguracjach wykonują utwory muzyki kameralnej XVIII, XIX i XX wieku.
- Oktet dęty drewniany Filharmonii w Szczecinie:

Oktet tworzą muzycy Orkiestry Symfonicznej Filharmonii w Szczecinie. Zespół systematycznie pracuje nad repertuarem komponowanym na osiem instrumentów dętych. W sezonie artystycznym 2014/2015 zespół zaprezentował aranżację słynnej opery Mozarta „Don Giovanni”.
- Grupa Perkusji Filharmonii w Szczecinie:

Działa w niezmiennym składzie nieprzerwanie od 25 lat. Systematycznie pracuje nad repertuarem symfonicznym, a także nad literaturą perkusyjną. Zespół często prezentuje swoje umiejętności podczas zajęć edukacyjnych dla najmłodszych. W repertuarze grupy znajdują się zarówno aranżacje muzyki popularnej, jak i współczesna literatura perkusyjna.

## Oferta kulturalna
koncerty symfoniczne
koncerty kameralne
koncerty edukacyjne – warsztaty dla dzieci, koncerty rodzinne, koncerty szkolne
wystawy
W pierwszych latach działalności nowej Filharmonii odbyły się m.in. wydarzenia:
- ośmiodniowy cykl koncertów ƒorte. ƒortissimo. ƒilharmonia
- Maestro Wit
- Adam Pierończyk / Migratory Poets feat. Anthony Joseph
- Europejska droga do wolności (25 lat od upadku muru berlińskiego)
- Muzyka symfoniczna Adama Sztaby
- Paleczny gra Chopina
- K2 – Gaba i Andrzej Kulka
- Możdżer w Nowej Filharmonii
- Projekt Dire Straits symfonicznie

Na przestrzeni lat z Orkiestrą Filharmonii im. M. Karłowicza w Szczecinie współpracowali uznani na świecie dyrygenci i soliści, tacy jak:
Renard Czajkowski, Krystian Zimerman, Piotr Paleczny, Krzysztof Missona, Adam Makowicz, Halina Czerny-Stefańska, Witold Małcużyński, Wiesław Ochman, Rafał Blechacz, Aleksandra Kurzak, Bartłomiej Nizioł, Leszek Możdżer, Andrzej Konstanty Kulka, Małgorzata Walewska, Piotr Pławner, Elżbieta Szmytka, Edward Auer, Kevin Kenner, Natalija Gutman, Leo Brouwer, Iwan Monighetti, Dina Joffe, Jerzy Maksymiuk, Antoni Wit, Marek Pijarowski, Karol Stryja, Jacek Kaspszyk, Agnieszka Duczmal, Adam Sztaba, Bassem Akiki, Michaił Agrest.
Filharmonia w Szczecinie dba także o rozwój i współpracę młodych muzyków oraz promocję polskiej muzyki współczesnej, ze szczególnym uwzględnieniem muzyki Witolda Lutosławskiego, będąc inicjatorem międzynarodowego projektu „International Lutosławski Youth Orchestra”.
W ramach projektu „Kompozytor-rezydent” organizowanego przez Instytut Muzyki i Tańca, Orkiestra Symfoniczna im. M. Karłowicza w Szczecinie w sezonie artystycznym 2014/2015 wykonuje utwory młodego kompozytora Miłosza Wośki.
Filharmonia prowadzi także bogatą ofertę warsztatów i koncertów edukacyjnych dla dzieci i młodzieży w wieku od 2–6 lat, w wieku wczesnoszkolnym, gimnazjalnym, licealnym oraz dla grup dzieci niepełnosprawnych; są to:
– Warsztaty: „Ale magia!”, „Ale bajka!”, „InteGRA”, „Będzie cymbalistów wielu”
– Koncerty rodzinne: „Smaki muzyki”, „Upiór w orkiestrze”, „Czy pamiętacie dobranocki? Niko odkrywa prawdziwy skarb!”, „Ale gratka! Koncert dla wnuka i dziadka”, „Legenda Tatr”
– Koncerty szkolne: „Nuta DoNuta w akcji!”, „Nuta DoNuta przedstawia”, „Chopin na 5 kontynentach”, „Liczę na muzykę”
– Spektakl „Gombka F.” powstały w ramach projektu edukacyjnego „Muzyczna Gęba Gombrowicza – alternatywny egzamin dojrzałości”, dofinansowany ze środków Ministerstwa Kultury i Dziedzictwa Narodowego.
W ciągu czterech pierwszych miesięcy działalności w nowej siedzibie (wrzesień-grudzień 2014 r.) Filharmonię im. Mieczysława Karłowicza w Szczecinie odwiedziło ok. 55 tys. Jest to dwa razy tyle, co liczba wszystkich widzów w całym sezonie artystycznym w dawnej siedzibie przy pl. Armii Krajowej. Ogółem w 2014 r. koncertów wysłuchało tu 148 tys. 745 osób.

## Galeria

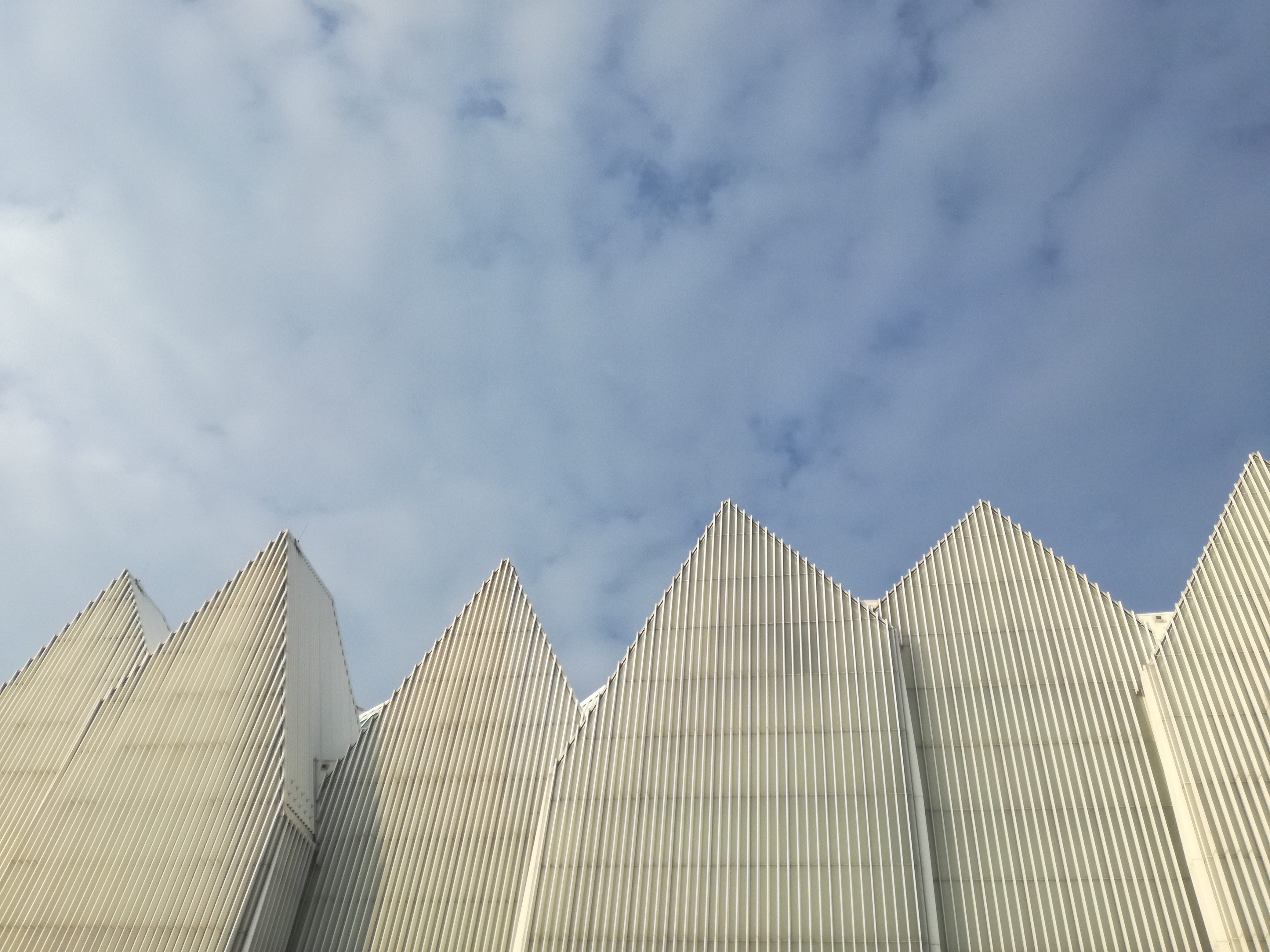
Zbliżenie elewacji
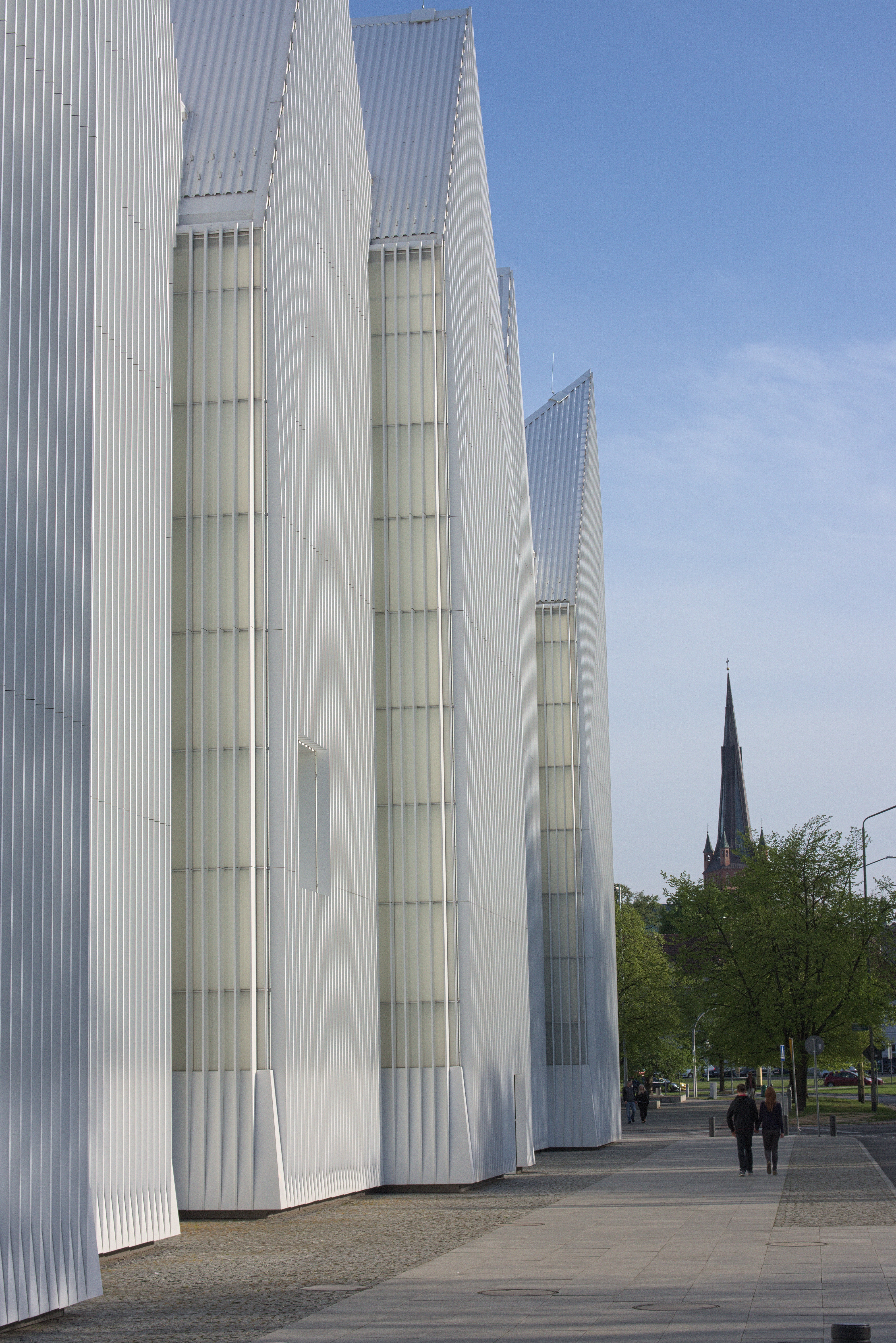
Widok elewacji w dużym skrócie perspektywicznym
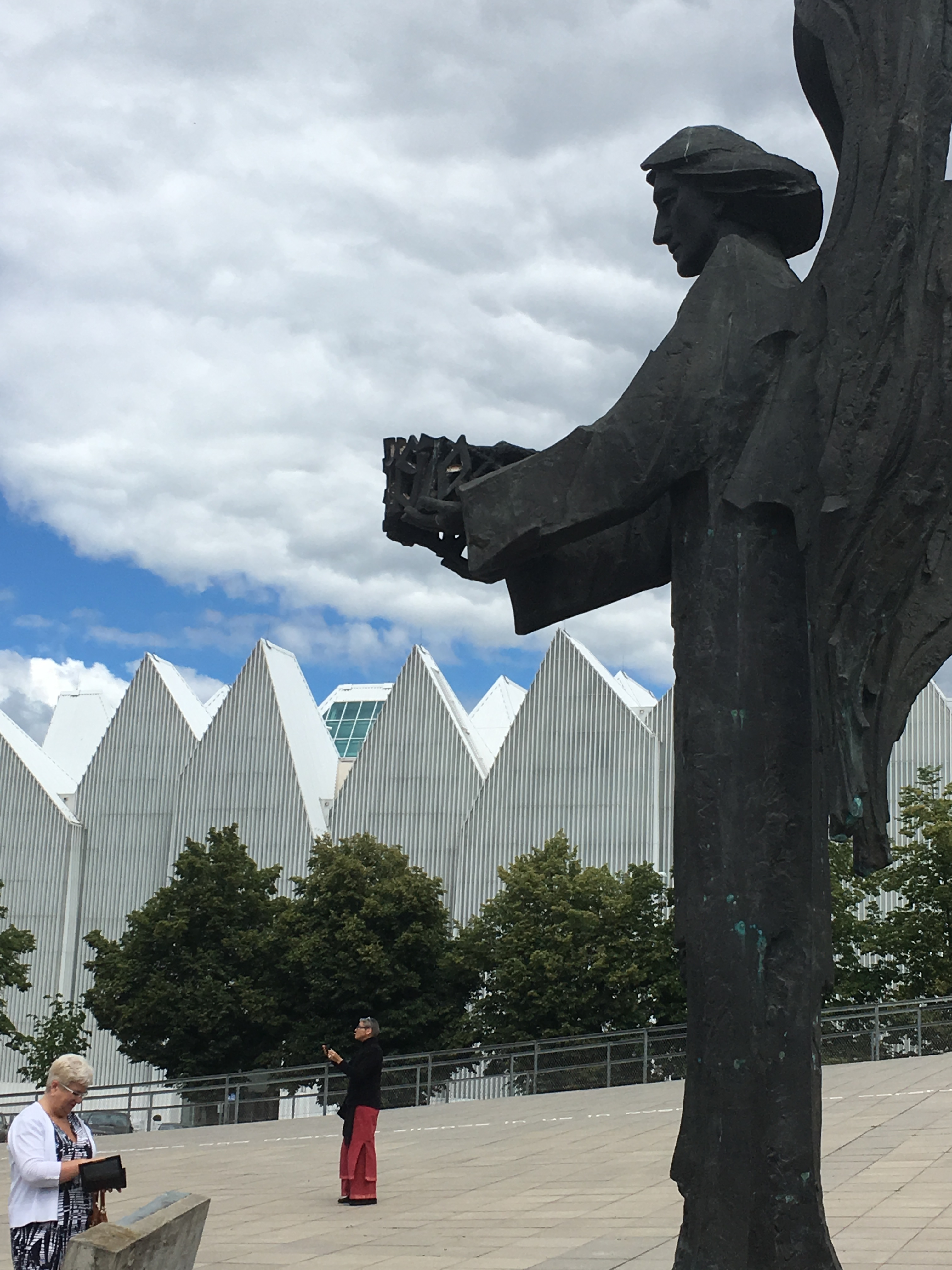
Widok elewacji z Placu Solidarności z figurą „Anioła Wolności" z Pomnika Ofiar Grudnia 1970 w Szczecinie
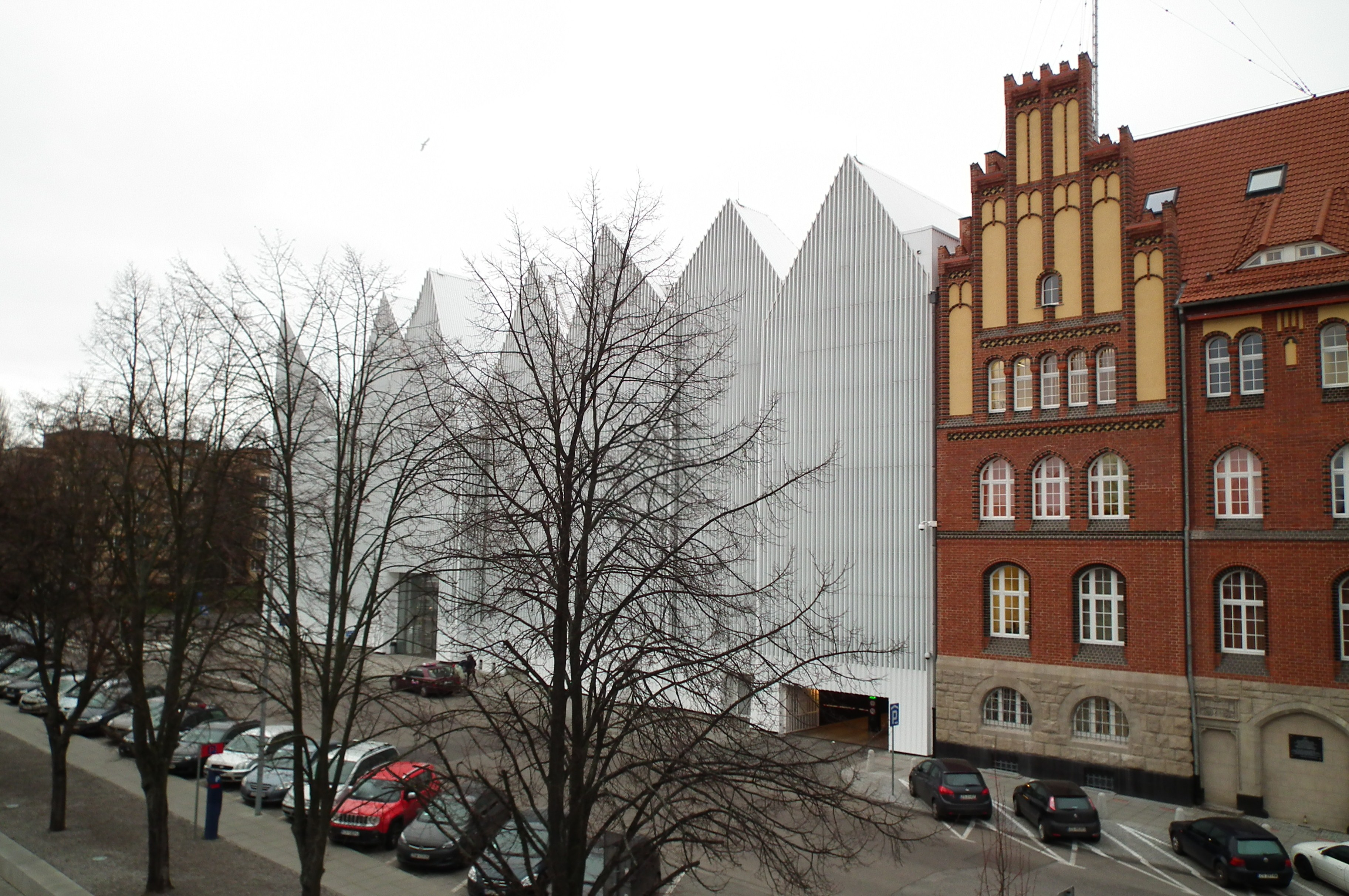
Bryła filharmonii kontrastująca z historyczną zabudową
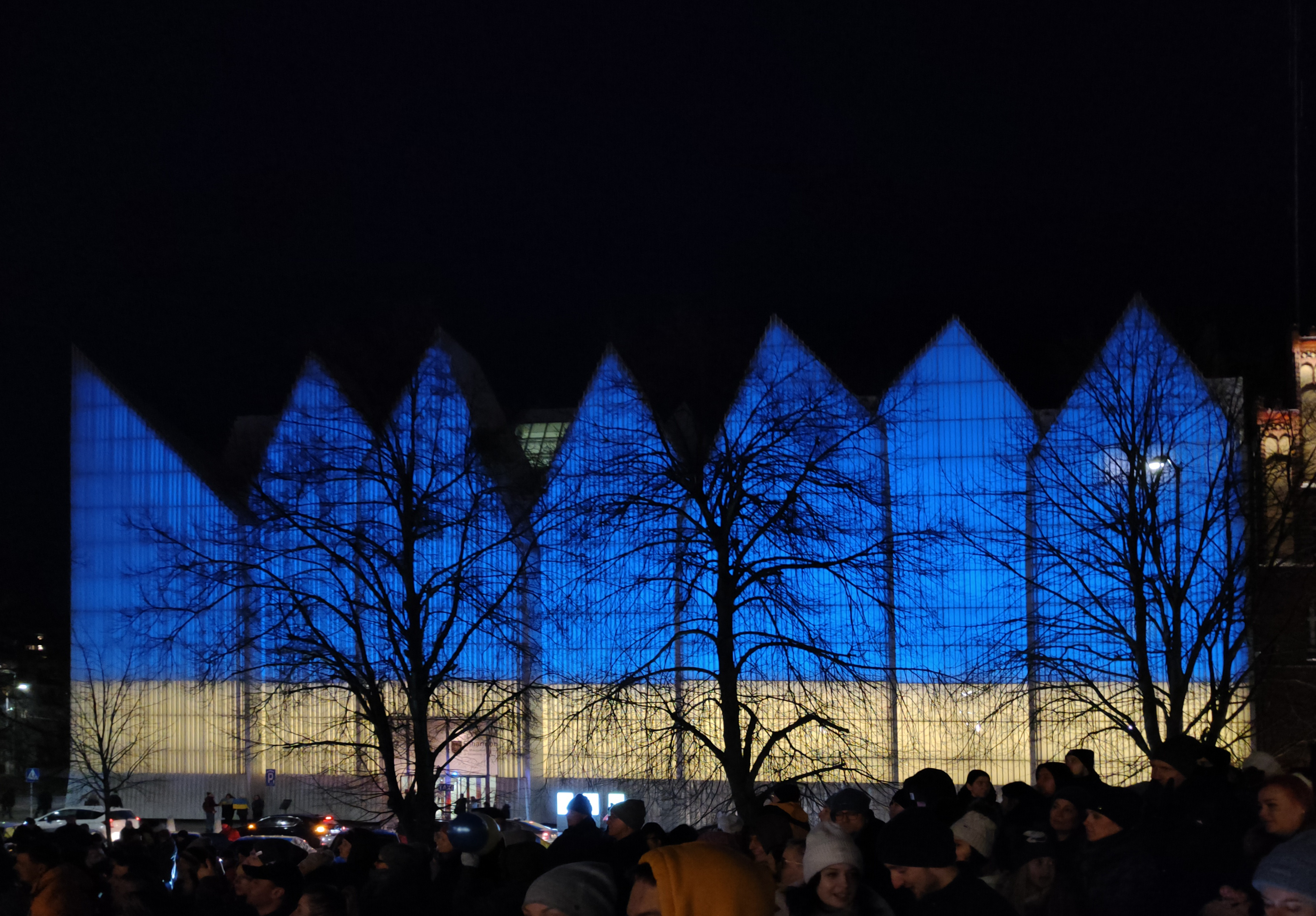
Gmach filharmonii podczas protestów przeciwko inwazji rosyjskiej na Ukrainę, 27 lutego 2022 r.
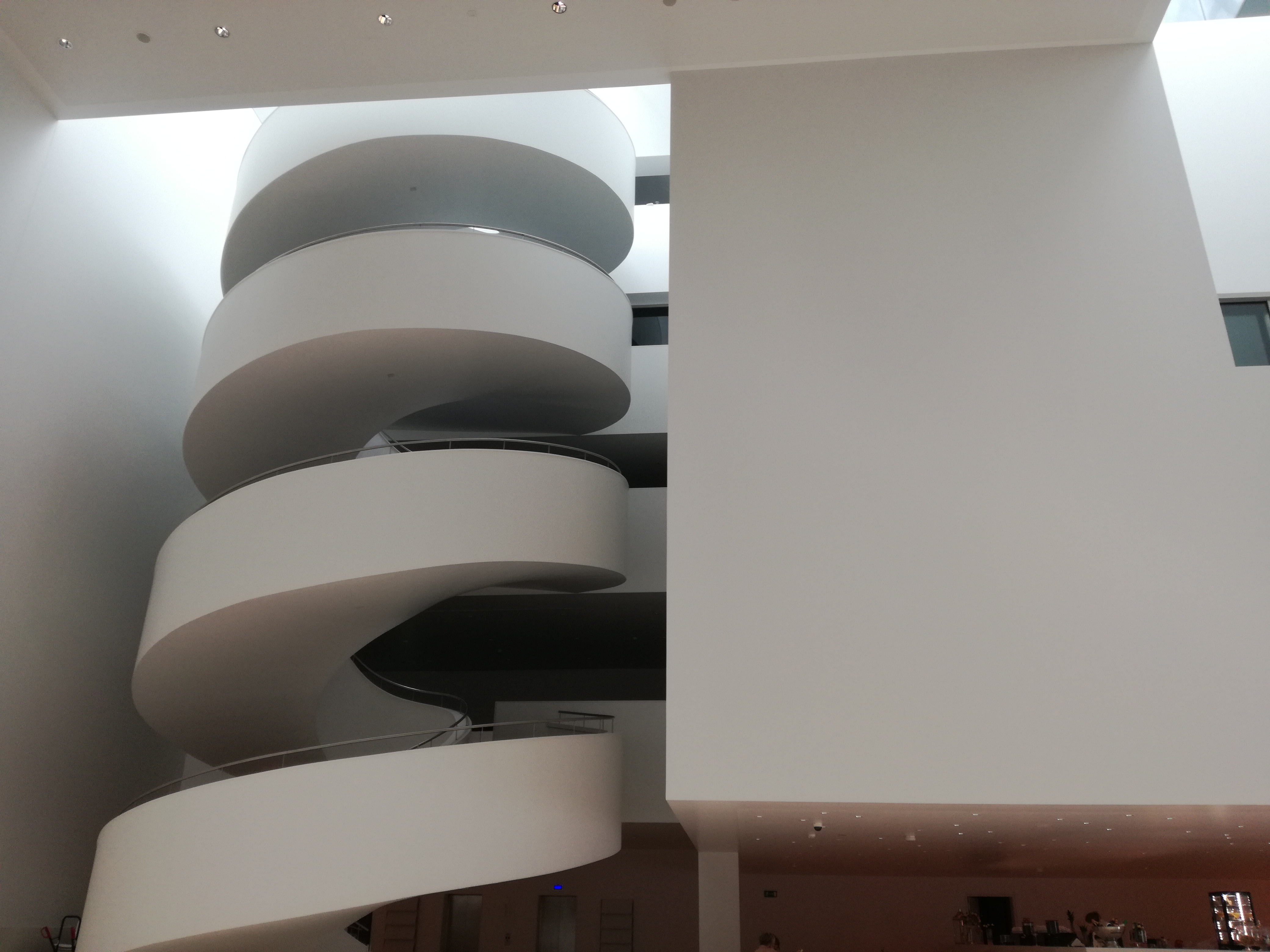
Klatka schodowa
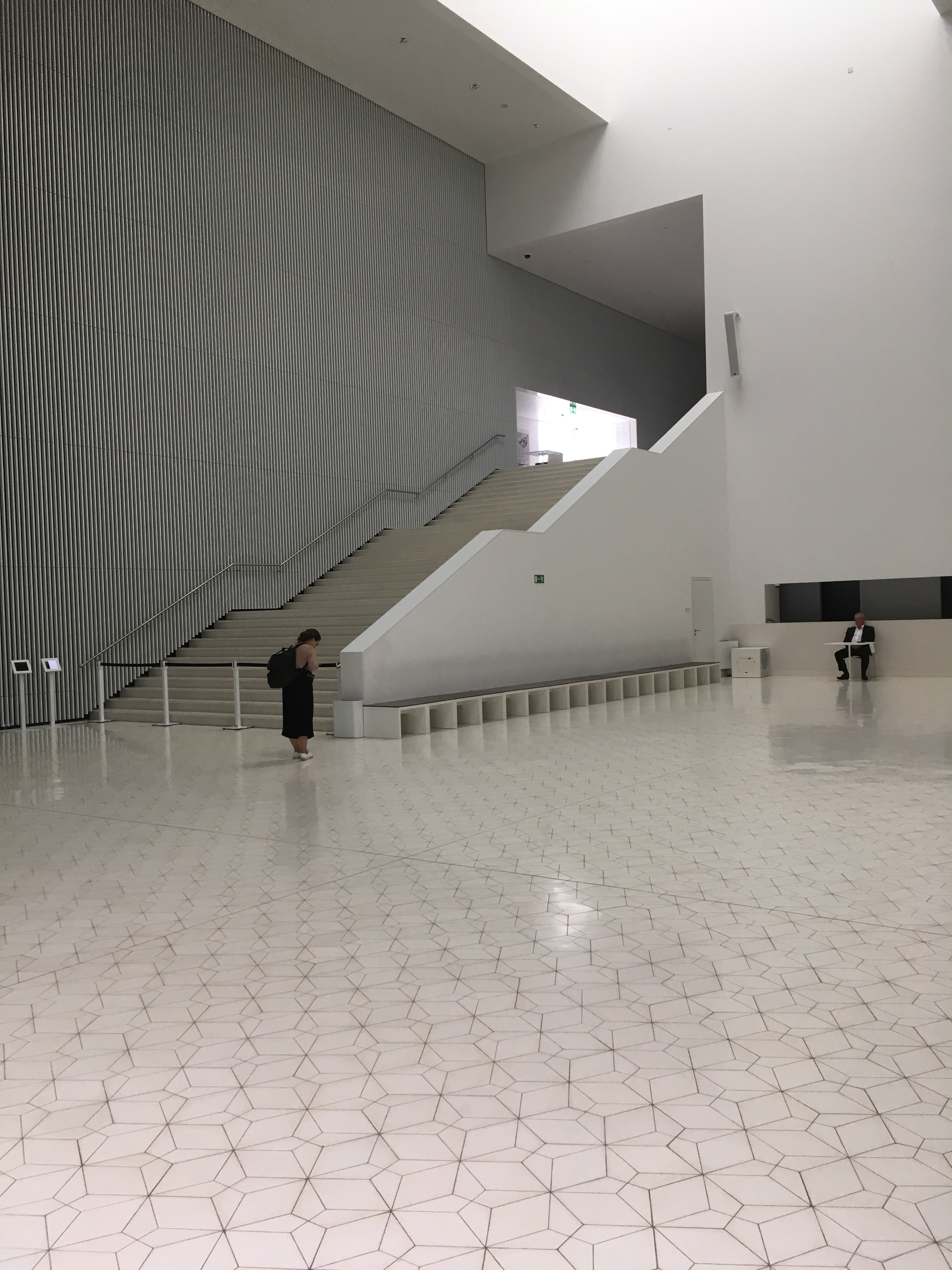
Wnętrze – hall główny
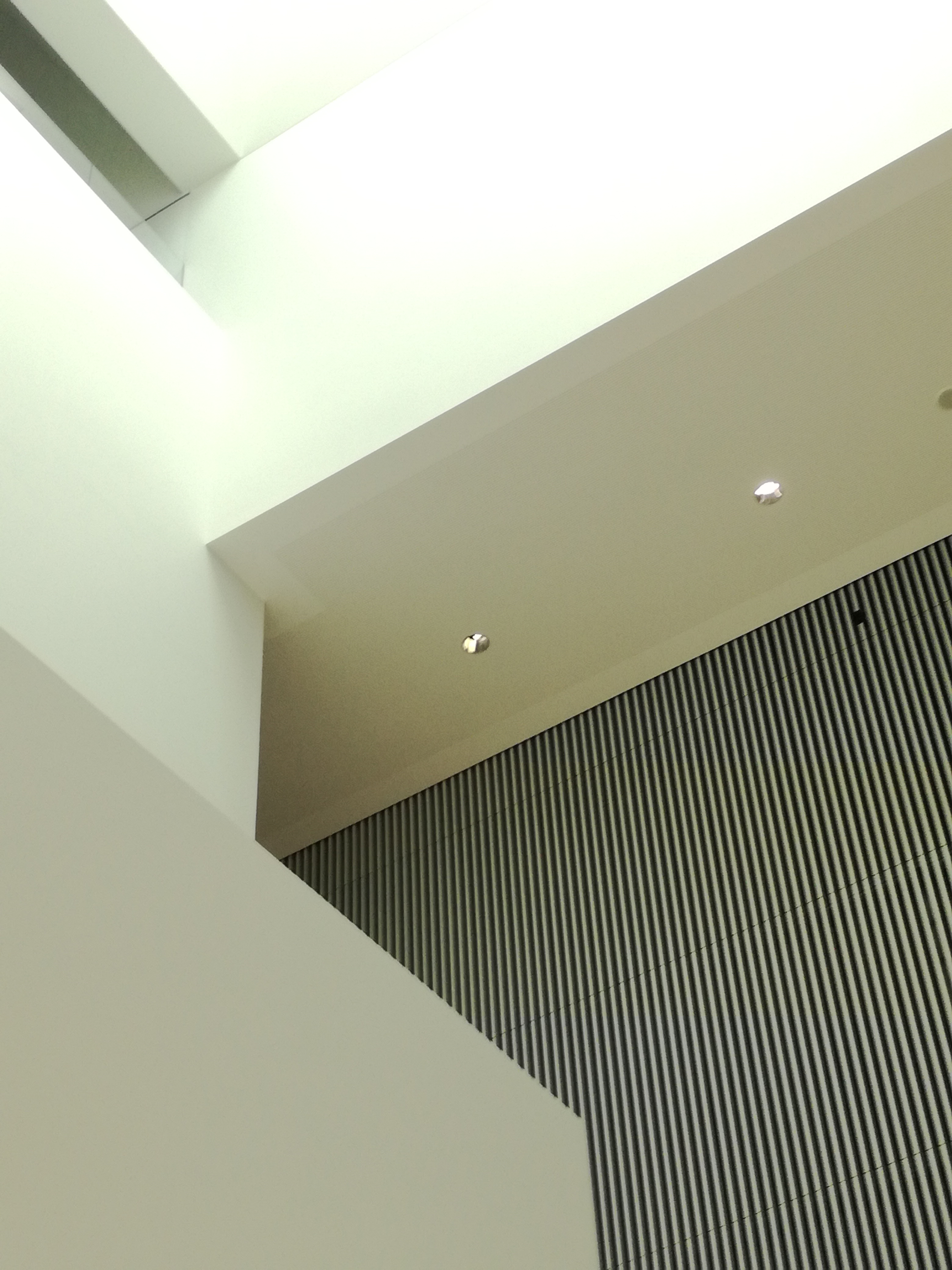
Detale wnętrza
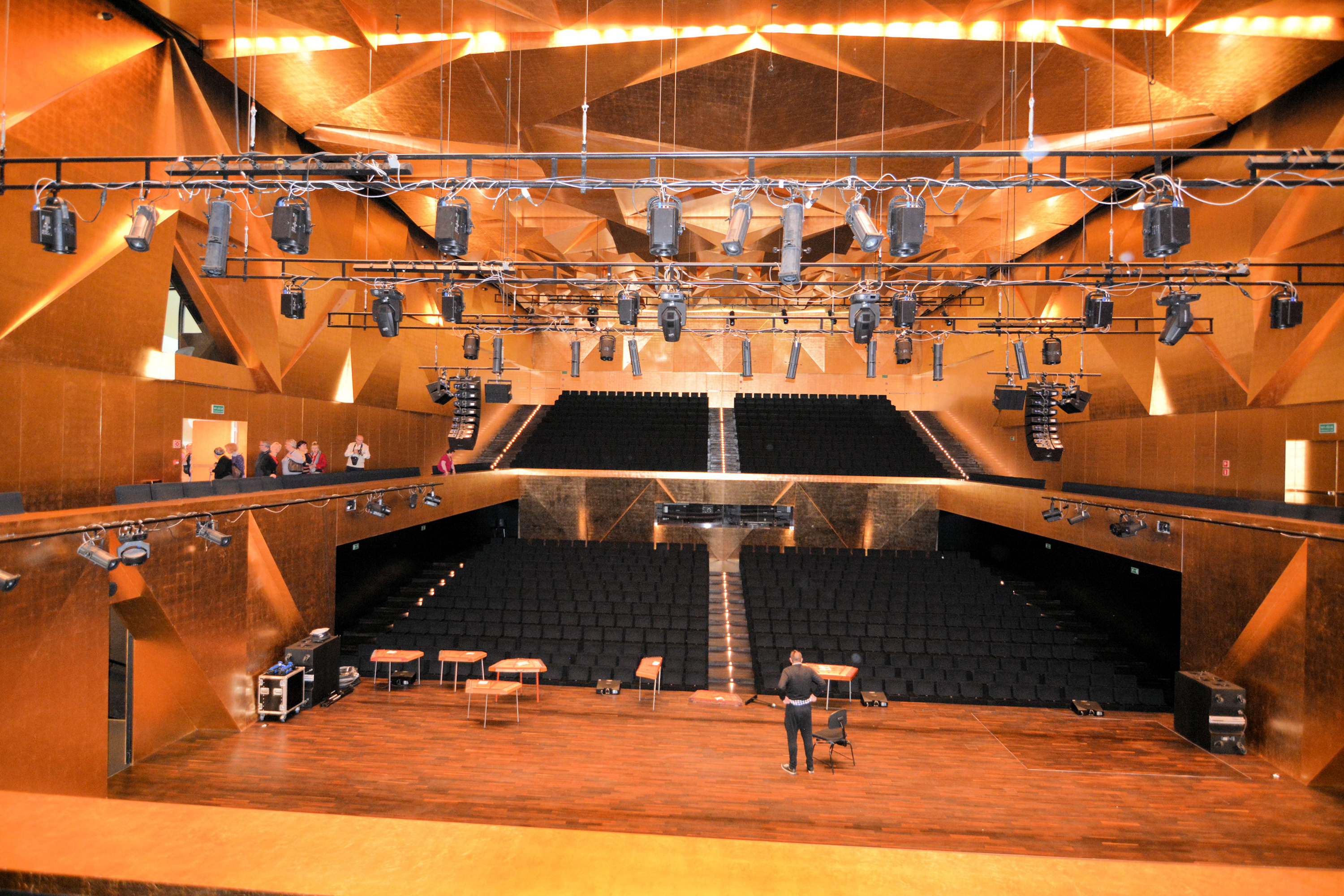
Sala główna, widok od strony sceny